# Maria Leptin
Maria Leptin (Hamburgo, 15 de septiembre de 1954) es una investigadora alemana que hace investigación en los campos de la inmunología y de la biología del desarrollo. Ha dirigido grupos de investigación en el Instituto de Genética de la Universidad de Colonia y en el Laboratorio Europeo de Biología Molecular (EMBL) en Heidelberg. En 2010 fue nombrada directora de la Organización Europea de Biología Molecular (EMBO). En el 2021 fue nombrada presidenta del European Research Council (ERC).

## Educación
Después de completar sus estudios en matemáticas y biología en la Universidad de Bonn y la Universidad de Heidelberg, Leptin trabajó en su doctorado en el Instituto de Inmunología de Basilea, Suiza, (1979-1983) estudiando la activación de linfocitos B bajo la supervisión de Fritz Melchers.

## Carrera
En 1984, Leptin se trasladó, como becaria postdoctoral (1984-1987), al Laboratorio de Biología Molecular (LMB), Cambridge, Reino Unido, donde comenzó su investigación sobre las integrinas de posición específica (PS) implicadas en el desarrollo embrionario de Drosophila, incorporándose al laboratorio de Michael Wilcox. Este trabajo sentó las bases para su trabajo futuro en el campo de la morfogénesis molecular. En 1988, Maria Leptin fue nombrada científica de planta en la misma institución.
Leptin luego estuvo en el laboratorio de Pat O'Farrell en la Universidad de California, San Francisco (UCSF), como científico visitante. Esta fue la ocasión para que ella comenzara a estudiar gastrulación. Posteriormente se incorporó al Instituto Max Planck de Biología del Desarrollo en Tübingen, Alemania, donde, entre 1989 y 1994, trabajó como líder de grupo.
En 1994, Leptin se convirtió en profesora en el Instituto de Genética de la Universidad de Colonia, Alemania, donde todavía dirige un grupo de investigación.
Posteriormente, tuvo dos experiencias más en el extranjero como profesora visitante en la École Normale Supérieure, París, Francia (2001) y como científica visitante en el Wellcome Trust Sanger Institute, Hinxton, Reino Unido (2004-2005).

## Premios y distinciones
- Miembro de la Organización Europea de Biología Molecular desde 1996.
- Miembro de la Academia Europæa desde 1998.
- Miembro del Consejo Científico Internacional.[8]
- Miembro de la Academia Nacional de Ciencias de Alemania Leopoldina.[8]
- Miembro extranjero de la Royal Society desde 2022.[9]